# Władysław Laudyn
Władysław Laudyn (ur. 27 stycznia 1896, zm. styczniu 1940 w Kalwarii) – rotmistrz Wojska Polskiego, dziennikarz i autor publikacji z historii wojskowości.

## Życiorys
Władysław Laudyn urodził się 27 stycznia 1896. Po odzyskaniu przez Polskę niepodległości został przyjęty do Wojska Polskiego. Został awansowany na stopień rotmistrza kawalerii ze starszeństwem z dniem 1 lipca 1919. W grudniu 1924, jako oficer rezerwy powołany do służby czynnej został przeniesiony z 26 pułku ułanów do 10 pułku strzelców konnych. Od stycznia do 31 marca 1925 był odkomenderowany z 10 psk do Inspektoratu Armii Nr II.
Na przełomie lat 20. opracował publikacje historyczne dotyczące walk o niepodległość lat 1918–1920, opisujące historie i 7 i 22 pułków ułanów, wydane w ramach serii Zarys historji wojennej pułków polskich 1918–1920, a także opis bitwy pod Jazłowcem. W 1932, jako oficer 22 pułku ułanów, był przydzielony do Wojskowego Biura Historycznego w Warszawie. W 1934 jako rotmistrz rezerwy był przydzielony do Oficerskiej Kadry Okręgowej nr III jako oficer w dyspozycji dowódcy OK III i pozostawał wówczas w ewidencji Powiatowej Komendy Uzupełnień Wilno Miasto.
W latach 20. i 30. udzielał się jako dziennikarz w Wilnie, był m.in. redaktorem wileńskiego dziennika „Słowo”. Publikując swoje artykułu posługiwał się pseudonimem „Wel” i „Wł. L”. Był także kierownikiem literackim sztuk wystawianych w teatrze rewiowym artystyczno-literackim przy ul. Ludwisarskiej 4 w Wilnie. 
Do 1939 był rotmistrzem rezerwy 13 pułku ułanów. Po wybuchu II wojny światowej i agresji ZSRR na Polskę publikował w wychodzącym od listopada 1939 wileńskim piśmie „Kalwariat”. Zmarł w styczniu 1940 w Kalwarii.

## Publikacje
- „Kurjer Wileński” (1922, redaktor i wydawca)
- Wilno zdemobilizowanym (1922, współautor: Aleks Kleczkowski)
- Zarys historji wojennej 22-go pułku ułanów podkarpackich (1929)
- Zarys historji wojennej 7-go pułku ułanów lubelskich (1931)
- Bój pod Jazłowcem 11-13.07.1919 (1932)
- Człowiek i słońce (1937, współautor)
- „Elektrit-Radio. Wiadomości techniczne Zakładów Elektrit w Wilnie” (1937-1939, redaktor)

## Odznaczenie
- Krzyż Walecznych